# The Shipman's Tale

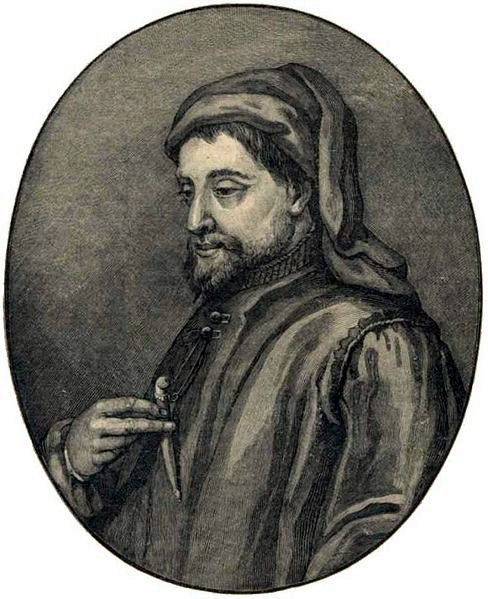
Geoffrey Chaucer. Illustratie uit History of England van Cassell, Century Edition, ca. 1902.

The Shipman's Tale (Het verhaal van de schipper) is een verhaal uit The Canterbury Tales van Geoffrey Chaucer. Het verhaal gaat over een gierige handelaar, zijn spilzieke echtgenote en een sluwe monnik. In deze eenvoudige fabliau draait alles om de relatie tussen seks en geld. Aangezien dat ook uitvoerig aan bod komt in de proloog van The Wife of Bath's Tale, wordt door academici aangenomen dat Chaucer dit verhaal oorspronkelijk voor de 'Wife of Bath' schreef, maar naarmate haar personage belangrijker werd in The Canterbury Tales, gaf hij haar een ander verhaal en werd deze fabliau door de 'Shipman' (schipper) verteld.

## Datering en tekst
Het grootste deel van The Canterbury Tales, waaronder The Shipman's Tale, werd door Chaucer geschreven in de periode tussen 1392 en 1395.
The Shipman's Tale behoort tot Fragment VII (groep B2) en wordt gewoonlijk afgekort als 'ShipT'.
Chaucer schreef dit verhaal speciaal voor The Canterbury Tales:
... but herkneth to my tale.— ShipT 23
... maar luister naar mijn verhaal.
en oorspronkelijk zelfs voor de 'Wife of Bath'. Chaucer gebruikt namelijk woorden als 'we' en 'us' als het over vrouwen in het algemeen gaat. Nergens in The Canterbury Tales gebruikt hij die woorden als het over mannen gaat. Soms klinken de woorden hier zelfs alsof een vrouw ze uitspreekt.
The sely housbonde, algate he moot paye,

He moot us clothe, and he moot us arraye,

Al for his owene worshipe richely,

In which array we daunce jolily.— ShipT 11-14
De ongelukkige echtgenoot, altijd moet hij betalen,

Hij moet ons kleden, en hij moet ons optooien,

En dat alles rijkelijk voor zijn eigen prestige,

In deze uitdossing dansen wij vrolijk.
De vrouw van de koopman somt zes kwaliteiten op die een goede echtgenoot vooral zou moeten hebben. Dat lijstje komt ook voor in The Wife of Bath's Tale, zij het in een enigszins gewijzigde vorm. Bovendien is er bijzonder weinig verband tussen de 'Shipman', die het verhaal vertelt, en de inhoud van zijn verhaal.

## Chaucers beschrijving van het personage
In de General Prologue van The Canterbury Tales geeft Chaucer een korte beschrijving van de 'Shipman'. De man woont ver weg in het westen, in Dartmouth. Hij rijdt zo goed als hij kan op een trekpaard en is gekleed in een wollen tabbaard die tot zijn knieën reikt. Onder zijn arm hangt een dolk, die bevestigd is aan een koord dat om zijn nek hangt. De zomerse zon heeft hem gebruind. Hoewel het een goede kerel is, heeft hij geen scrupules. Zo drinkt hij vaak een slok bordeaux, terwijl de koopman ligt te slapen. Haalt hij in een gevecht op zee de overhand, dan stuurt hij zijn tegenstander van boord. Voor het berekenen van getijden, stromingen, gevaarlijke oevers, havens, de maan en voor navigatie vindt men van Hull tot Carthago zijns gelijke niet.
But of his craft to rekene wel his tydes,

His stremes, and his daungers hym bisides,

His herberwe, and his moone, his lodemenage,

Ther nas noon swich from Hulle to Cartage.— GP 401-404
Maar qua vaardigheid om zijn getijden te berekenen,

Zijn stromingen, en zijn gevaren aan de waterkant,

Zijn havens, en zijn maan, zijn navigatie,

Was er geen zoals hij van Hull tot Carthago.
Met zijn schip, de 'Magdalena' heeft hij met moed en wijsheid veel stormen doorstaan. Bovendien kent hij al de havens, van Gotland tot Kaap Finisterre, en elke kreek in Bretagne en Spanje.

## Synopsis van het verhaal
Een Franse koopman uit Saint-Denis heeft een bijzonder mooie vrouw, die van gezelschap en feestvreugde houdt. Dat kost hem echter flink wat geld. Zijn huis wordt ook regelmatig bezocht door een jeugdige monnik, die uit hetzelfde dorp komt als hijzelf en die beweert familie van hem te zijn. Heel het huishouden geniet van het gezelschap van broeder John, want hij brengt telkens voor iedereen wat mee. Op een dag kondigt de koopman aan dat hij op zakenreis moet naar Brugge in Vlaanderen, maar voor zijn vertrek nodigt hij broeder John nog uit voor een kort verblijf in zijn huis. De mooie echtgenote en de monnik wisselen in de tuin geheimen met elkaar uit terwijl de koopman zijn zakenreis voorbereidt. Hij vertelt haar dat hij helemaal niet verwant is met de koopman, maar dat hij dat heeft voorgewend om dichter bij haar te kunnen zijn. Zij onthult dat ze niet gelukkig is met haar echtgenoot, vooral niet omdat hij zo gierig is. Ze vraagt broeder John dan ook of hij haar honderd franken kan lenen om kleren te betalen. Zij wil alles doen om hem daarvoor te bedanken en broeder John belooft haar het geld te geven in ruil voor seks. Broeder John leent dat geld van de koopman onder het voorwendsel dat hij aankopen voor de abdij moet doen. Tijdens de zakenreis van de koopman brengen broeder John en de mooie vrouw de nacht met elkaar door en geeft de monnik haar het geld in ruil daarvoor.
This faire wyf acorded with daun John

That for thise hundred frankes he sholde al nyght

Have hire in his armes bolt upright;

And this acord parfourned was in dede.

In myrthe al nyght a bisy lyf they lede— ShipT 314-318
Deze mooie vrouw kwam overeen met broeder John

Dat hij haar voor deze honderd franken de hele nacht

Plat op haar rug in zijn armen mocht houden;

En deze overeenkomst werd in daden omgezet.

Wellustig leidden ze de hele nacht een bezig leven
Wanneer de koopman terugkeert, zegt broeder John dat hij de lening aan zijn echtgenote heeft afbetaald. Als hij zijn vrouw daarover aanpakt, blijft ze echter kalm, hoewel ze de monnik vervloekt, die haar in het ootje heeft genomen. Ze vertelt aan haar man dat ze het geld heeft uitgegeven aan kleren, maar dat ze die enkel zal terugbetalen met haar gunsten in bed. Haar echtgenoot kan zich daar alleen maar, letterlijk en figuurlijk, bij neerleggen.
Ye shal my joly body have to wedde;
By God, I wol nat paye yow but abedde!— ShipT 423-424
Je zult mijn mooie lichaam als onderpand hebben;
Bij God, ik zal u niet betalen behalve in bed!
Haar echtgenoot kan niets anders doen dan de situatie aanvaarden.

## Analyse

### Genre
The Shipman's Tale is een fabliau met de gebruikelijke ingrediënten seks en bedriegerij. Het is mogelijk zelfs het eerste fabliau dat Chaucer ooit heeft geschreven. In vergelijking met The Miller's Tale en The Reeve's Tale is het vrij eenvoudig van ontwerp en uitvoering. Het is nochtans veel vernuftiger dan gelijk welk van de vele analoge verhalen.

### Stijl
The Shipman's Tale is geschreven met directe aandacht voor het verhaal. Je merkt bijna niet dat er een verteller is, behalve in enkele gemeenzame aanwijzingen voor overgangen in het verhaal en een paar commentaren vanuit de ik-persoon aan het begin en het einde.
Na moore of this as now, for it suffiseth.— ShipT 52
Niet meer hierover voorlopig, want dit volstaat.
Het verhaal bevat geen verbale obsceniteiten zoals wel het geval is in de andere fabliaux, maar de personages gedragen zich zeer beleefd tegenover elkaar, wat ze ook mogen denken.
Of his owene thought he wax al reed— ShipT 111
Van zijn eigen gedachten werd hij helemaal rood.
Het verhaal is doorspekt van dubbelzinnigheden. Seksuele uitnodigingen worden eufemistisch en letterlijk opnieuw geformuleerd in termen van geld. Woorden worden in de verkeerde context gebruikt om ofwel de gedachte aan de daad die ze beschrijven of de daad zelf ongeldig te maken.
Een deel van de beeldspraak wordt uit de dierenwereld gehaald: vogels bij zonsopgang, de haas achtervolgd door honden (in een seksuele context). In de manier waarop broeder John de lening vraagt aan de koopman ligt de vergelijking van vrouwelijk en dierlijk vlees.
O thyng, er that ye goon, if it may be,

I wolde prey yow: for to lene me

An hundred frankes, for a wyke or tweye,

For certein beestes that I moste beye,— ShipT 269-272
Een ding voordat je vertrekt, als het kan,

Ik zou je willen vragen: om mij te lenen

Honderd franken, voor een week of twee,

Voor bepaalde beesten die ik moet kopen.

### Structuur
In de eerste versregel wordt de echtgenoot geïntroduceerd, zijn echtgenote meteen daarna en de monnik na een korte uitweiding. De drie personages worden bij hun introductie meteen kort beschreven, net genoeg in het belang van het verhaal. Het verhaal zelf is verdeeld in drie delen. In het eerste deel vraagt de vrouw aan de monnik om haar honderd frank te lenen en leent hij het van haar echtgenoot. In het tweede deel wordt de affaire tussen de twee samengevat en in het derde deel komt de afbetaling aan de orde. Het eerste en derde deel bestaat grotendeels uit redevoeringen, die te maken hebben met zakelijke overeenkomsten, soms tegelijkertijd afspraken over seks.

### Thema: Seks en geld
In The Shipman's Tale gaat het vooral om het vertellen van een verhaal en het taalgebruik dat daarbij wordt gehanteerd. Er worden geen morele, filosofische of religieuze beschouwingen gegeven, zoals in de andere verhalen. Toch heeft het een dominerend thema: alles in het verhaal heeft te maken met seks en geld.

De voornaamste kwaliteit van de koopman is het feit dat hij rijk is. Mensen worden aangetrokken door zijn huishouden vanwege zijn vrijgevigheid en de schoonheid van zijn vrouw.
For his largesse, and for his wyf was fair,— ShipT 22
De monnik bespaart zich geen kosten om bij ieder bezoek voor iedereen in het huishouden van de koopman iets mee te brengen. Hij is dan ook een graag geziene gast. Door zich voor te doen als familie van de koopman, krijgt hij de kans om dichter bij de vrouw te zijn, die hij begeert.
To doon plesaunce, and also greet costage."
"Of yow, which I have loved specially
Aboven alle wommen, sikerly.— ShipT 45, 153-154
Om plezier te doen, en ook grote kosten.
Met jou, die ik in het bijzonder lief heb 
Boven alle vrouwen,waarlijk.
De vrouw vindt dat haar echtgenoot niets waard is, ze heeft het over zijn gierigheid en over zijn seksueel onvermogen: 'waarde' is zowel financieel als seksueel.
As helpe me God, he is noght worth at al
In no degree the value of a flye.
But yet me greveth moost his nygardye.— ShipT 170-173
Zo helpe mij God, hij is helemaal niets waard
In geen enkel opzicht de waarde van een vlieg.
Maar toch grieft zijn gierigheid me het meest.
De vrouw en de monnik geven elkaar hun erewoord, niet uit liefde of trouw, maar voor de seks en het geld. Ze geeft zich tegen betaling aan de monnik en doet in feite hetzelfde met haar echtgenoot, wanneer ze zegt dat ze hem het verschuldigde geld zal terugbetalen in natura.

De koopman blijkt eerder een financier te zijn, die zich bezighoudt met internationale transacties. In die tijd was woekeren verboden door de Kerk, maar wettelijk toegelaten. Toch werd het als een zonde beschouwd.
For wel he knew he stood in swich array
That nedes moste he wynne in that viage
A thousand frankes aboven al his costage.— ShipT 370-372
Want hij wist goed dat zijn zaken er zo voorstonden
Dat hij tijdens die reis moest verdiend hebben
Duizend franken bovenop al zijn onkosten.
Het middeleeuwse publiek van Chaucer kan de duizend frank winst van de koopman even erg gevonden hebben als de honderd frank voor het overspel van de vrouw.

### Motief
Het verhaal is gebaseerd op een motief, dat in het Engels bekendstaat als 'the lover's gift regained': een man betaalt een vrouw voor haar seksuele gunsten met geld dat hij van haar echtgenoot geleend heeft en zegt tegen de echtgenoot dat hij het geld terugbetaald heeft aan zijn echtgenote. Het toont dus hoe een scherpzinnig man een hebzuchtige vrouw verleidt en dan met een trucje van de beloofde betaling afkomt. De vrouw geeft het geld terug aan haar echtgenoot. Chaucer voegt echter een origineel besluit toe: in The Shipman's Tale blijkt de vrouw even listig te zijn als haar minnaar, en in plaats van het geld gedwee aan haar echtgenoot te geven, beweert ze dat ze het heeft uitgegeven. Ze belooft het echter te zullen terugbetalen in natura. De echtgenoot wordt dus zowel bedrogen als beroofd.